# マックス・ブルッフ
マックス・クリスティアン・フリードリヒ・ブルッフ（Max Christian Friedrich Bruch, 1838年1月6日 - 1920年10月2日）は、ケルンに生まれベルリンで没したドイツの作曲家、指揮者、教育者。
教師で有名な歌手であった母親から教育を受け、音楽（特に作曲）に早くから才能を示した。代表作として『ヴァイオリン協奏曲第1番 ト短調』がロマン派の協奏曲として特に有名でよく演奏されるほか、ヴァイオリンと管弦楽のための『スコットランド幻想曲』や、チェロと管弦楽のための『コル・ニドライ』がしばしば演奏される。近年では、『クラリネットとヴィオラのための二重協奏曲』も人気を得て来ている。

## 来歴
- 1849年（11歳） - ボンにてハインリヒ・カール・ブライデンシュタイン（英語版）に音楽理論を学ぶ。
- 1853年（15歳） - ケルンにてフェルディナント・ヒラーとカール・ライネッケに作曲を学ぶ。
- 1858年（20歳） - ボン大学にて芸術と哲学を専攻。
- 1865年（27歳） - コブレンツの音楽監督に就任する。
- 1867年（29歳） - ゾンダースハウゼン（ドイツ語版、英語版）の宮廷楽長を務める。
- 1880年（42歳） - イギリスに渡り、リヴァプール・フィルハーモニー協会の首席指揮者を務める。
- 1881年（43歳） - ソプラノ歌手クララ・トゥチェック (Clara Tuczek) と結婚する。クララとは後に4人の子供をもうける。
- 1883年（45歳） - ブレスラウ演奏協会長に就任する。
- 1891年（53歳） - プロイセン芸術アカデミー作曲部長、ベルリン高等音楽院教授に就任する。
- 1893年（55歳） - ケンブリッジ大学から名誉博士号を贈られる[1]。
- 1907年（69歳） - 芸術アカデミーの副総裁に就任する。
- 1910年（72歳） - 芸術アカデミーの職を退く。
- 1918年（80歳） - ベルリン大学から神学と哲学の名誉博士号を贈られる。
- 1920年（82歳） - ベルリンのフリーデナウ（ドイツ語版）で没する。

## 作風
ブルッフの作品を第一に特徴づけているのはその旋律性である。ブルッフは魅力的な旋律を生み出すことに長けており、それはほぼ全ての作品を覆い、親しみやすいものにしている。ヴァイオリン作品を多く書く理由についても「ヴァイオリンはピアノより旋律を良く歌うことができるし、旋律は音楽の魂だからだ」と語っている。
もうひとつの特徴は、民族音楽への興味である。ブルッフは「歌というものに対して不親切な時代における、ひとつの光明」として、ヨーロッパの様々なうたに興味を持ち、『スコットランド幻想曲』（作品46）や『コル・ニドライ』（作品47）をはじめとする複数の作品で民俗的な要素を取り入れている。当時の音楽界では、ヨハネス・ブラームスの『ハンガリー舞曲集』やアントニン・ドヴォルザークの『スラヴ舞曲集』のヒット（ブルッフも同様に出版社ジムロックに依頼されて『スウェーデン舞曲集』（作品63）を書いている）からも分かるように民俗的な題材への興味が高く、ブルッフがその分野に関わったことは彼の名声を高めた理由のひとつでもあった。
語法の一貫性も特筆される。ブルッフの音楽的理想はその活動の最初期に確立され、20世紀に入り第一次世界大戦を経験する最晩年までその態度を変化させることはなかった。彼はロマン派音楽の中でも古典的な理想を掲げており、フェリックス・メンデルスゾーンやロベルト・シューマン、友人でありライバルでもあったヨハネス・ブラームスへの尊敬は終生変わることがなかった。それに対しフランツ・リストやリヒャルト・ワーグナーら「新ドイツ楽派」へは明らかな敵意を持っていた。
生前のブルッフは合唱音楽の分野を中心に精力的に活動を行い人気を博したが、後年前述した少数の作品を除いて急速に忘れ去られ、今に至るまで復権はなされていない。その理由のひとつは、彼のスタイルが晩年には完全に時代遅れになっていたことであり、リヒャルト・シュトラウスやマックス・レーガーら新しい世代には激しい攻撃を加えたことも、反動家としての彼の評判を広めることになった。また、ユダヤの題材を用いた作品で成功を収めたためにユダヤ人の血を引くのではないかと疑われ、1935年にナチス政府によって上演禁止となっていることも、彼の作品の演奏機会を少なくする理由であった。なお、ブルッフの祖先がユダヤ人だったという説はブルッフ本人や複数の家族が否定しており、確かな証拠は何もない。

## 主な作品

### 交響曲
- 交響曲第1番 変ホ長調 作品28
- 交響曲第2番 ヘ短調 作品36
- 交響曲第3番 ホ長調 作品51

### 協奏的作品（独奏と管弦楽のための作品）
- ヴァイオリン協奏曲第1番 ト短調 作品26
- ヴァイオリンと管弦楽のためのロマンス イ短調 作品42
- ヴァイオリン協奏曲第2番 ニ短調 作品44
- スコットランド幻想曲 変ホ長調 作品46（1880年）
- ヘブライの旋律によるチェロと管弦楽のためのアダージョ『コル・ニドライ』 作品47
- ヴァイオリン協奏曲第3番 ニ短調 作品58
- ヴァイオリンと管弦楽のためのセレナード イ短調 作品75
- ヴァイオリンと管弦楽のための小協奏曲（コンツェルトシュテュック） 嬰ヘ短調 作品84
- ヴィオラと管弦楽のためのロマンス ヘ長調 作品85
- クラリネット、ヴィオラと管弦楽のための協奏曲 ホ短調 作品88
- 2台のピアノと管弦楽のための協奏曲 変イ短調 作品88a
- オルガンと管弦楽のための組曲第3番 作品88b

### 室内楽曲
- 七重奏曲 変ホ長調（クラリネット、バスーン、ホルン、2つのヴァイオリン、チェロ、コントラバスのための）（1849年）
- ピアノ三重奏曲 ハ短調 作品5（1857年）
- 弦楽四重奏曲第1番 ハ短調 作品9（1859年）
- 弦楽四重奏曲第2番 ホ長調 作品10（1860年）
- ピアノ五重奏曲 ト短調（1886年）
- 8つの小品 作品83（クラリネット、ピアノ、ヴィオラまたはチェロのための）（1910年）
- 弦楽五重奏曲 イ短調（1918年）
- 弦楽五重奏曲 変ホ長調（1918年）
- 弦楽八重奏曲 変ロ長調（1920年）

### 合唱曲
- 『ユビラーテ・アーメン』 作品3（1858年）
- 『フリトヨフ』 作品23（1864年）
- 『美しきエレン』 作品24（1867年）
- 『オデュッセウス』 作品41（1872年）
- 『アルミニウス』 作品43（1875年、77年改訂）
- 『鐘の歌』 作品45（1879年）
- 『モーゼ』 作品67（1895）
- 『グスタフ・アドルフ』 作品73（1898年）
- 『歌の力』 作品87（1912年）

### オペラ
- 『戯れと悪口と復讐』 作品1（1858年）
- 『ローレライ』 作品16（1863年）
- 『ヘルミオーネ』 作品40（1871年）

## 弟子
- 山田耕筰
- レイフ・ヴォーン＝ウィリアムズ
- オスカー・シュトラウス
- オットリーノ・レスピーギ (異論も存在する)